# Манастиртепе
Манастиртепе или Джами (на гръцки: Μοναστήρι, Μοναστήρ Τεπέ, Τζαμί) е ниска планина в Гърция, в областта Егейска Македония.

## Описание
Манастиртепе е дълга и тясна планина в източната част на Кукушко. Тя образува северната част на планинската верига, анонимна в своята цялост, простираща се на юг от масива Карадаг (Мавровоуни) и от селището Папрат (Пондокерасия), Кукушко, до село Богородица (Доркада), Солунско. Носи името на най-високия си връх. На картата на Йоргос Кондоянис в 1914 година е отбелязана като Джами. На север е отделена от Карадаг с прохода южно от Папрат (660 m), докато на юг е отделена от Клепе (Германико) с малка шийка на 650 m.
Скалите на планината са гнайси.
Изкачването на Манастиртепе става за около час от село Мирово (Елинико, 710 m).
| Име            | Име                     | Височина      | Местоположение                                           |
| -------------- | ----------------------- | ------------- | -------------------------------------------------------- |
| Манастиртепе   | Μοναστήρι               | 981 m         | С над Мирово (Елинико)                                   |
| Равна, Дагбаши | Ίσωμα, Ράβνα, Ντάγμπασι | 916 m         | ЮИ над Мирово (Елинико) и З над Равна (Исома)            |
| Купа           | Κούπα                   | 840 m – 755 m | И над Мирово (Елинико) и СЗ над Равна (Исома)            |
|                | Λυκορράχη               | 711 m         | СЗ от Мирово (Елинико)                                   |
| Паца           | Μάνδρα                  | 786 m         | С от Мирово (Елинико)                                    |
| Мирово         | Μύροβο                  | 682 m         | ЮЮЗ от Мирово (Елинико) и З от Хаджи Байрамли (Теодосия) |
|                | Πετρωτή Κολώνα          | 620 m         | СИ над Върлан (Анаврито)                                 |
|                | Προφήτης Ηλίας          | 910 m         | С от Мирово (Елинико)                                    |
|                | Στρούγγα                | 766 m         | Ю от Папрат (Пондокерасия)                               |
| Градешка       | Σφύρα, Γκρατέσκα        | 654 m         | СЗ над Върлан (Анаврито)                                 |
| Джамалука      | Ύψωμα Τζαμαλούκα        | 855 m         | Ю от Папрат (Пондокерасия)                               |